# Rivière du Portage (rivière Shipshaw)
Pour les articles homonymes, voir Portage et Rivière du Portage.
La rivière du Portage est un affluent de la rivière Shipshaw, coulant sur la rive nord-ouest du fleuve Saint-Laurent, dans le territoire non organisé Mont-Valin, dans la municipalité régionale de comté (MRC) Le Fjord-du-Saguenay, dans la région administrative de la Saguenay-Lac-Saint-Jean, dans la Province de Québec, au Canada.
La partie supérieure de la rivière du Portage coule dans la zec Onatchiway. La foresterie constitue la principale activité économique du secteur ; les activités récréotouristique, en second.
Surtout pour les besoins de la foresterie et des activités récréotouristiques, une route forestière dessert la rive est de la rivière Shipshaw et d’autres routes desservent le reste de cette vallée,.
La surface de la rivière du Portage est habituellement gelée de la fin novembre au début avril, toutefois la circulation sécuritaire sur la glace se fait généralement de la mi-décembre à la fin mars.

## Géographie
Les principaux bassins versants voisins de la rivière du Portage sont :
- côté nord : Rivière Shipshaw, lac Pamouscachiou, réservoir Pipmuacan ;
- côté est : Lac du Grand Portage, lac aux Huards, lac Rouvray, rivière La Maria, rivière aux Sables ;
- côté sud : Rivière Shipshaw, Grand lac Clair, Petit lac Onatchiway, rivière Onatchiway, lac Onatchiway ;
- côté ouest : Rivière Shipshaw, rivière Péribonka[2].

La rivière du Portage prend sa source à l’embouchure du lac Georges (longueur : 1,3 km ; altitude : 548 m), en zone forestière dans la zec Onatchiway. Ce lac est situé à :
- 33,2 km à l'ouest du lac Itomamo ;
- 12,8 km au sud-est du lac Rouvray ;
- 6,5 km au sud-est de l’embouchure de la rivière du Portage (confluence avec la rivière Shipshaw) ;
- 12,5 km au sud-est du barrage de l’embouchure du lac Pamouscachiou (réservoir Pipmuacan)[2].

À partir de l’embouchure du lac Georges, le cours de la rivière du Portage descend sur 19,4 km selon les segments suivants :
- 8,2 km dont 4,1 km vers le sud en traversant le lac Raymond (longueur : 1,1 km ; altitude : 548 m) et le lac Berthe ; puis en bifurquant vers l'ouest de presque 180 degrés pour remonter vers le nord sur 4,1 km en traversant le lac Pauline et le lac Roméo (longueur : 0,7 km ; altitude : 502 m), jusqu’à son embouchure ;
- 4,4 km vers le nord en traversant le lac Muriel (longueur : km ; altitude : m) ;
- 6,8 km vers l'ouest, en descendant la montagne dont le sommet atteint 545 m et en formant une grande courbe vers le nord, jusqu’à son embouchure située dans une plaine de la vallée supérieure de la rivière Shipshaw[2].

L'embouchure de la rivière du Portage se déverse sur la rive est de la rivière Shipshaw dans le territoire non organisé de Mont-Valin. Cette confluence de la rivière du Portage est située à :
- 7,2 km au sud du barrage à l’embouchure du lac Pamouscachiou (réservoir Pipmuacan) ;
- 18,3 km à l'est de la rivière Péribonka ;
- 41,8 km au nord du barrage Onatchiway, situé à l’embouchure du lac Onatchiway ;
- 94,3 km au nord du centre-ville de Chicoutimi (désignée « Saguenay ») ;
- 92,7 km au nord-est du centre-ville de Alma ;
- 158,5 km au nord-ouest de l’embouchure de la rivière Saguenay[2].

À partir de l’embouchure de la rivière du Portage, le courant descend la rivière Shipshaw vers le sud, d’abord en traversant notamment le lac Proche, le Petit lac Onatchiway, le Lac Onatchiway, puis le lac La Mothe, avant de se déverser sur la rive nord de la rivière Saguenay.

## Toponymie
Rivière du Portage a été officialisé le 7 juillet 1981 à la Banque des noms de lieux de la Commission de toponymie du Québec.